# ノーブル郡 (オクラホマ州)

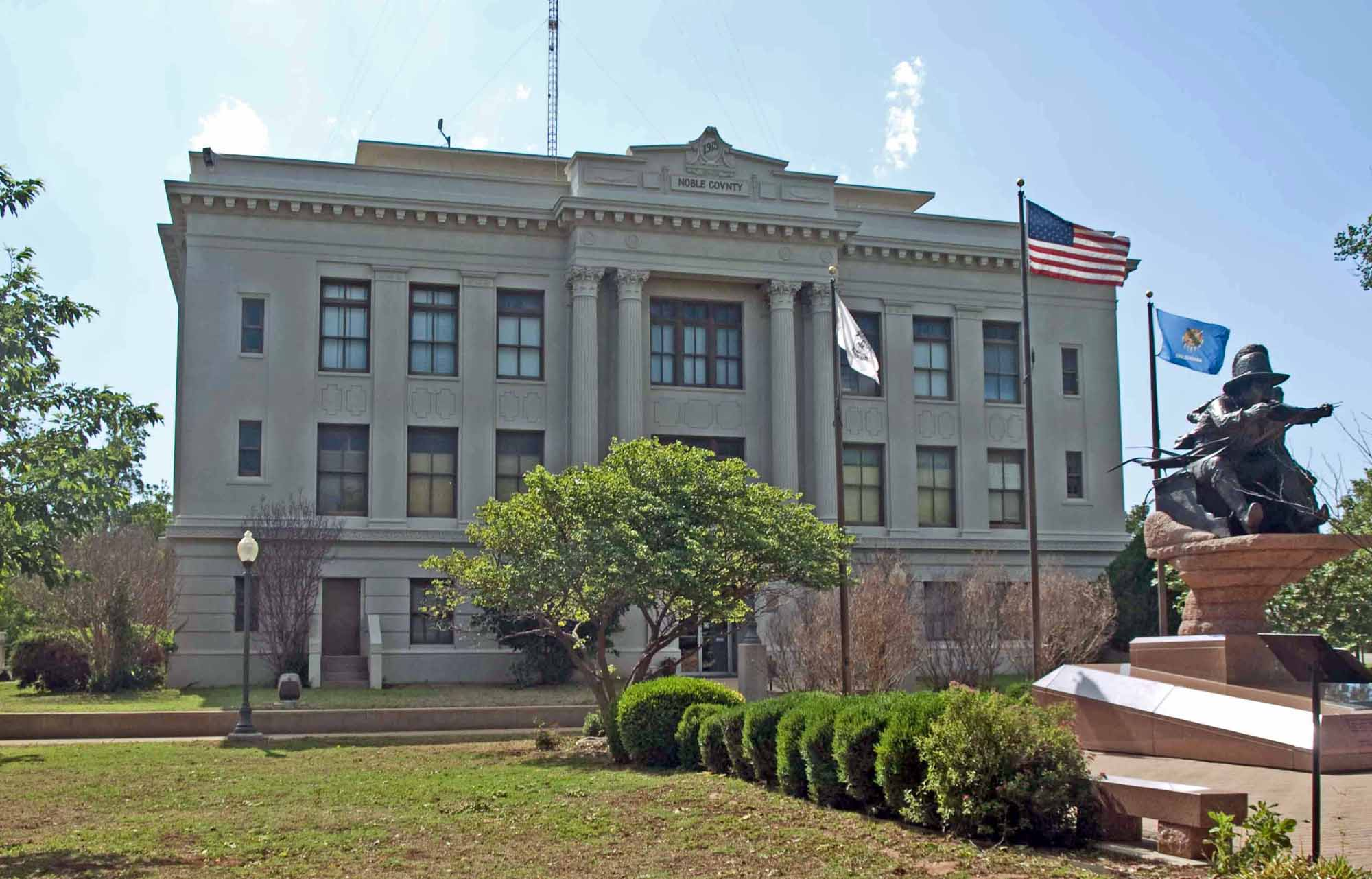
ノーブル郡庁舎

ノーブル郡 (Noble County) はアメリカ合衆国オクラホマ州に位置する郡である。2000年現在、人口は11,411人である。ここの郡庁所在地はペリーである。

## 地理
アメリカ合衆国統計局によると、この郡は総面積1,923 km2 (742 mi2) である。このうち1,896 km2 (732 mi2) が陸地で27 km2 (11 mi2) が水地域である。総面積の1.42%が水地域となっている。

### 隣接する郡
- ケイ郡  (北)
- オーセージ郡  (北東)
- ポーニー郡  (東)
- ペイン郡  (南)
- ローガン郡  (南西)
- ガーフィールド郡  (西)

## 人口動勢
2000年現在の国勢調査で、この郡は人口11,411人、4,504世帯、及び3,211家族が暮らしている。人口密度は6/km2 (16/mi2) である。3/km2 (7/mi2) の平均的な密度に5,082軒の住宅が建っている。この郡の人種的な構成は白人86.44%、アフリカン・アメリカン1.58%、先住民7.57%、アジア0.33%、太平洋諸島系0.03%、その他の人種0.65%、及び混血3.40%である。ここの人口の1.80%はヒスパニックまたはラテン系である。
この郡内の住民は25.50%が18歳未満の未成年、18歳以上24歳以下が7.90%、25歳以上44歳以下が27.50%、45歳以上64歳以下が23.90%、及び65歳以上が15.20%にわたっている。中央値年齢は38歳である。女性100人ごとに対して男性は97.40人である。18歳以上の女性100人ごとに対して男性は96.00人である。
この郡内の世帯ごとの平均的な収入は33,968米ドルであり、家族ごとの平均的な収入は40,180米ドルである。男性は32,224米ドルに対して女性は21,235米ドルの平均的な収入がある。この郡の一人当たりの収入 (per capita income) は17,022米ドルである。人口の12.80%及び家族の9.60%は貧困線以下である。全人口のうち18歳未満の16.40%及び65歳以上の11.00%は貧困線以下の生活を送っている。

## 都市及び町
- Billings
- Marland
- モリソン
- ペリー
- レッドロック

## NRHP 遺跡
ノーブル郡内の以下の遺跡はw:National Register of Historic Placesの名簿に記載されている：
- First National Bank and Trust Company Building、ペリー
- モリソンバプテスト教会、モリソン
- モリソンつり橋、モリソン
- ノーブル郡コートハウス、ペリー
- Perry Armory、ペリー
- ペリーコートハウス広場歴史地区、ペリー
- Rein School、Ponca City
- Renfrow Building、Billings
- Renfrow House、Billings
- Sumner School、モリソン
- Wolleson--Nicewander Building、ペリー